# Friedrich Boie

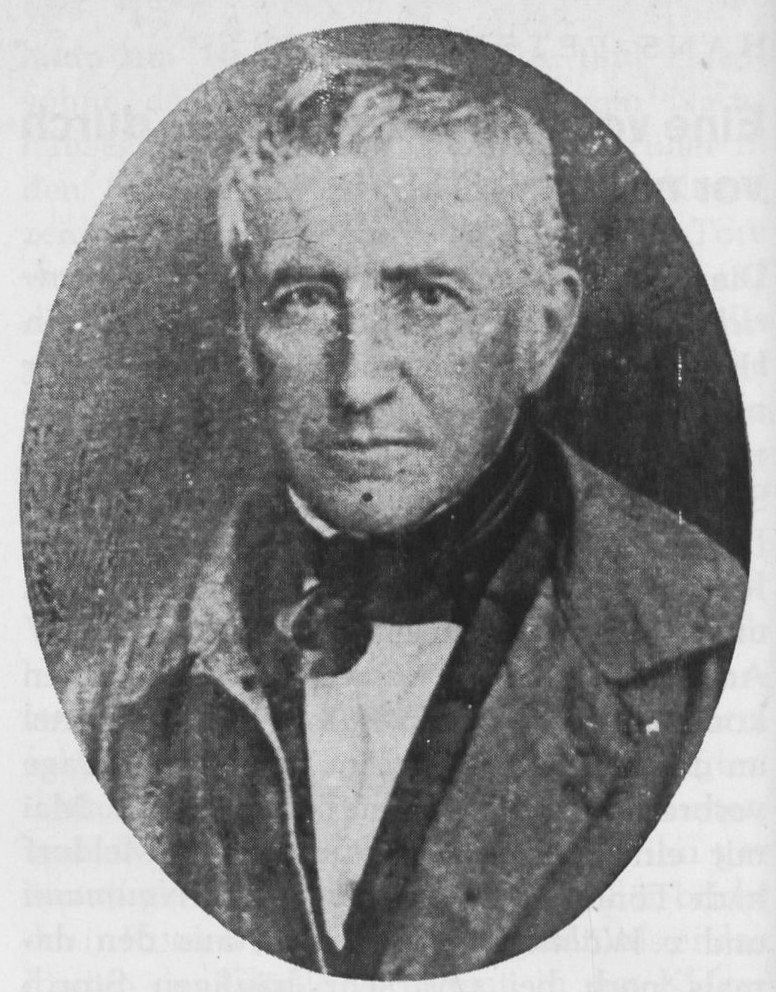
Friedrich Boie, um 1850

Friedrich Boie (* 4. Juni 1789 in Meldorf, Schleswig-Holstein; † 3. März 1870 in Kiel) war ein deutscher Jurist, Ornithologe und Entomologe. 

## Leben und Wirken
Friedrich Boie war der Bruder des Herpetologen Heinrich Boie. Sein Vater war der Lyriker Heinrich Christian Boie. Er studierte Rechtswissenschaften und wirkte als Justiziarus und Gerichtshalter für verschiedene Güter in Holstein, darunter Bockhorn, Bothkamp, Depenau und Schönböcken, Waterneverstorf Bossee, Klein Königsförde, Deutsch-Nienhof, Klein-Nordsee, Oppendorf, Pohlsee und Westensee.
Nach dem frühen Tod seines Bruders Heinrich auf Java verwaltete Friedrich dessen Nachlass und veröffentlichte Heinrich Boies Briefe, in denen dieser viele neue Reptilien- und Amphibienarten beschrieben hatte. Friedrich Boie schrieb regelmäßig wissenschaftliche Artikel in der enzyklopädischen Zeitung Isis von Lorenz Oken, darunter Bemerkungen über Merrem's Versuch eines Systems der Amphibien, der 1827 veröffentlicht wurde.
Am 24. August 1860 wurde Friedrich Boie in die Deutsche Akademie der Naturforscher Leopoldina aufgenommen. Zu den Gattungen und Arten, die Boie erstmals beschrieb, zählen die Steinkäuze (Athene), die Tauchentengattung Aythya, die Mennigvögel (Pericrocotus), die Kleine Noddi-Seeschwalbe oder Weißkopfnoddi (Anous minutus) und die Mauritiusboa (Bolyeria multocarinata).

## Mitgliedschaften
Im März 1842 wurde er Mitglied des Entomologischen Vereins zu Stettin.

## Publikationen (Auswahl)
- Ueber Classification, insonderheit der europäischen Vögel. In: Isis von Oken. Band 10/11, 1822, S. 545–564 (biodiversitylibrary.org).
- Generalübersicht der ornithologischen Ordnungen, Familien und Gattungen. In: Isis von Oken. Band 19, 1826, S. 969–981 (biodiversitylibrary.org).
- Bemerkungen über Merrem's Versuch eines Systems der Amphibien. In: Isis von Oken. Band 20, 1827, S. 508–566 (biodiversitylibrary.org).
- Bemerkungen über mehrere neue Vogelgattungen. In: Isis von Oken. Band 21, 1828, S. 312–329 (biodiversitylibrary.org).
- Über eine noch nicht beschriebene Art von Cordylus Gronov. Cordylus cataphractus Boie. In: Nova acta physico-medica Academiae Caesareae Leopoldino-Carolinae Naturae Curiosum. Band 14, Nr. 1, 1828, S. 137–142 (biodiversitylibrary.org).
- Bemerkungen über Spezies und einige ornithologische Familien und Sippen. In: Isis von Oken. Band 24, 1831, S. 538–548 (biodiversitylibrary.org).
- Ornithologische Beyträge. Fünfte Lieferung. In: Isis von Oken. Nr. 3, 1835, S. 251–263 (biodiversitylibrary.org).
- Über die Mittheilung, dass Cynegetis globosa und Epilachna chrysomelina sich nicht von Blattläusen ernähren. In: Entomologische Zeitung. Band 2, Nr. 5, 1841, S. 79–80 (biodiversitylibrary.org).
- Über das Aufstecken der Insecten. In: Entomologische Zeitung. Band 3, Nr. 1, 1842, S. 22–24 (biodiversitylibrary.org).
- Nekrolog Graf Carl zu Rantzau. In: Entomologische Zeitung. Band 8, Nr. 5, 1848, S. 129 (biodiversitylibrary.org).
- Friedrich Boie: Bemerkungen, Beobachtungen und Anfragen. In: Journal für Ornithologie. Band 6, Nr. 35, 1858, S. 359–366 (biodiversitylibrary.org).